# Anderson megye (Kansas)
Anderson megye az Amerikai Egyesült Államokban, azon belül Kansas államban található. Megyeszékhelye és legnagyobb városa Garnett. Lakosainak száma 7836 fő (2020. április 1.). Anderson megye Franklin, Miami, Linn, Bourbon, Allen, Woodson és Coffey megyékkel határos.

## Népesség
A megye népességének változása:
| Lakosok száma | 8102 | 8065 | 7942 | 7897 | 7808 | 7836 |
|               | 2010 | 2011 | 2012 | 2013 | 2015 | 2020 |